# Csipkeharasztok
A csipkeharasztok (Selaginellales) a korpafüvek törzsének (Lycopodiophyta) Isoetopsida osztályába tartozó növényrend.
A rendnek egyetlen családja és nemzetsége van (Selaginellaceae, Selaginella) mintegy 700 fajjal, melyek nagy része trópusi elterjedésű. Magyarországon a rendnek egy faja található meg a Hegyi csipkeharaszt (Selaginella helvetica), ami meszes talajú ártéri és hegyi réteken él.  A Selaginella selaginoides a Kárpátok jellegzetes, mohakülsejű csipkeharasztja. Köztük számos üvegházi dísznövény is akad. Szobanövényként is egyre gyakrabban találkozni velük, de nevelésük különleges igényeik miatt (pl. árnyék, magas páratartalom, állandóan nedves talaj) igen nehéz. A Selaginella moellendorffii a komparatív genomika egyik modellszervezete.
Fosszilis maradványaik biztosan a földtörténeti óidő felső karbon időszakától ismeretesek.
A csipkeharasztok ma élő típusai kivétel nélkül lágyszárúak, villásan vagy monopodiálisan ágaznak el. Szárukat apró, ligulás levelek (helyesebben levélszerű képletek, mikrofillumok) borítják be sűrűn. A levelek párosan helyezkednek el: egy kisebb és egy nagyobb. A ligulától egy vízszállító sejt (tracheida) vezet a középérhez, amely minden bizonnyal víz felszívását végzi.
A spóratermő levelek, a sporofillumok a hajtás csúcsán füzéreket alkotnak. A spóratermő tokok (sporangiumok) a levelek hónaljában találhatók. A csipkeharasztok kivétel nélkül heterospórásak: azaz kisebb, hím jellegű mikrospórájuk és nagyobb, női jellegű makrospórájuk van (ld. a Nemzedékváltakozás c. szócikket). A mikrospórákat létrehozó mikrosporangiumok a füzér csúcsi részén (heverő sporofillumfüzérek esetén a felső oldalon), a makrosporangiumok pedig a füzér alsó részén (heverő füzér esetén az alsó oldalán) fejlődnek ki. A mikrosporangiumban nagyszámú tetraéderikus spóra fejlődik, a makrospórákból a makrosporangiumban jóval kevesebb. A makrospórából fejlődő női előtelep (makroprotallium) kevés sejtből áll, és ugyan kinő a spórából, de nem hagyja el azt. Az előtelepen egy vagy több archegónium (női ivarszerv) fejlődik. A mikrospóra már a sporangiumban mikroprotalliumot képez. Ez a hím protallium még jobban redukált, mint a női, egy rizoida sejtből és anterídiumból (hímivarszerv) áll. Az anterídiumból kiszabaduló spermatozoidának (hímivarsejt) két hosszú csillója van. A hímivarsejt pozitív kemotaxis révén találja meg a petesejtet, mely almasavat termel. A megtermékenyítés után a zigóta embrióvá fejlődik, a makrospóra anyagából táplálkozik összekötő sejtsor, szuszpenzor (suspensor) segítségével.